# Capità Escalaborns
Capità Escalaborns és una pel·lícula catalana d'aventures estrenada el 1991 i dirigida per Carlos Benpar. És ambientada a Catalunya en el segle xviii amb un guió escrit pel mateix Benpar, Maria Antònia Oliver i Luis Aller. Va comptar amb l'assessorament històric de Josep Maria Ainaud de Lasarte i en tractar-se d'un període històric poc tractat hagueren de construir dos vaixells d'aquella època ja que no en tenien. La pel·lícula va suposar el primer paper destacat d'Ariadna Gil, gràcies al qual poc després seria contractada per Emilio Martínez Lázaro per protagonitzar Amo tu cama rica. Fou rodada en català i emesa a TV3 l'11 de setembre de 1994.

## Argument
Cardona, 1715, poc després d'acabar la Guerra de Successió Espanyola. El petit Joan, orfe de pares morts durant la guerra, abandona Cardona i marxa cap a Begur, on la seva mare li ha demanat que trobi al capità Escalaborns i li entregui el mapa d'un tresor que han de cercar junts.

## Repartiment
- José Conde - Capità Escalaborns
- Ariadna Gil - Marina
- Juan Luis Galiardo - El Borni
- Iván Fernández - Joan
- Carme Elias - Catalina

## Nominacions
Carlo de Marchis fou nominat al Goya als millors efectes especials als VI Premis Goya.